# Jesenec okrouhlolistý

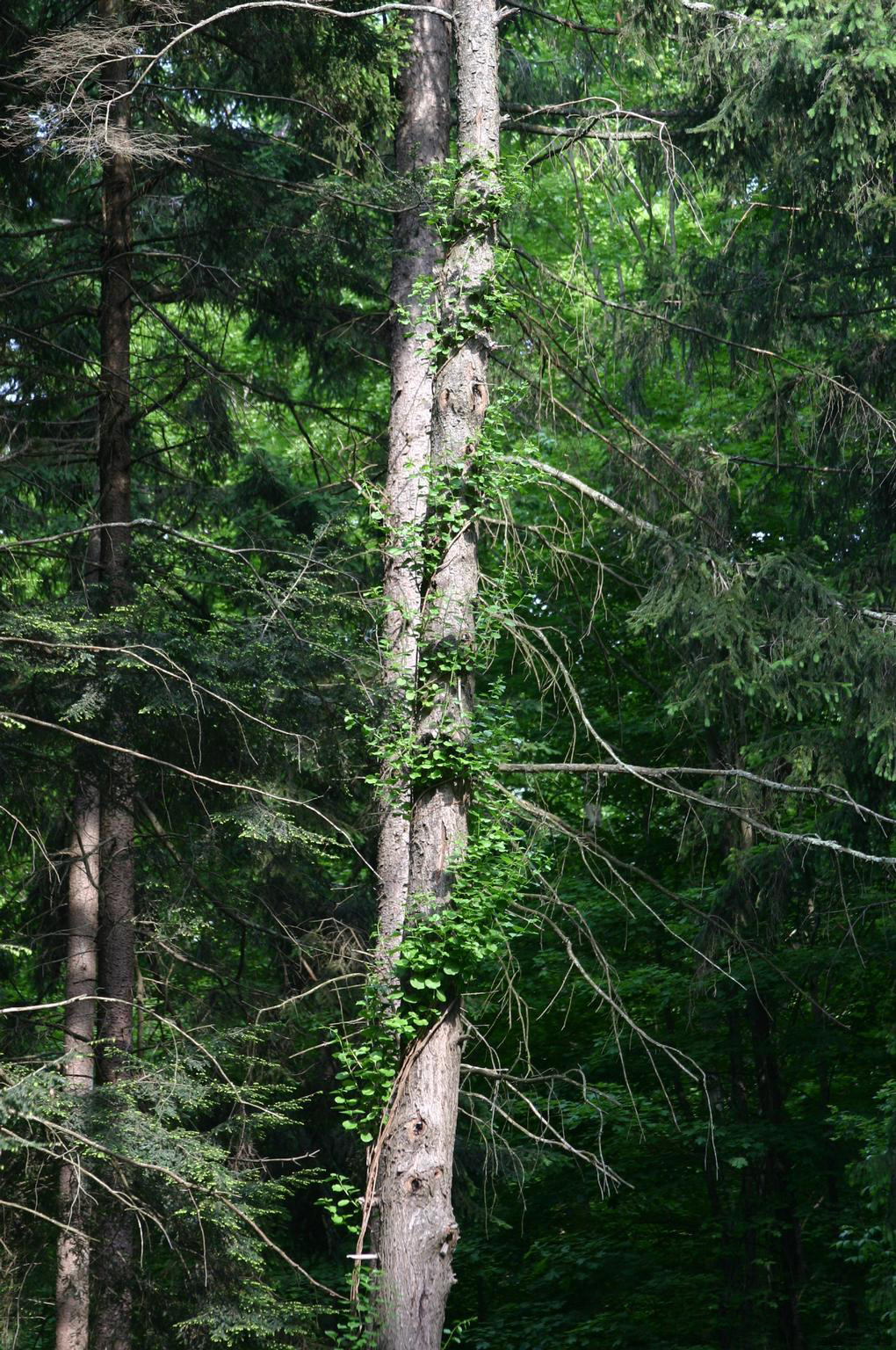
Pnoucí se jesenec okrouhlolistý

Jesenec okrouhlolistý (Celastrus orbiculatus) je keřovitá, ovíjivá liána s nenápadnými květy ukrytými v úžlabí listů. Jeho půvab se projeví až na podzim po opadu listů, kdy se z květů vyvinou hrozny žlutooranžových tobolek s červenými kuličkami plodů. V české přírodě je považován za příležitostný neofyt.

## Výskyt
Rostlina pochází z oblastí mírného až subtropického pásma ve východní Asii. Je původní rostlinou ze severního Vietnamu, z východní Číny, Korejského poloostrova, převážné části Japonska a snad také z ruského Dálného východu (Přímořského kraje a Sachalinu).
Do Evropy byl přivezen jako okrasná rostlina v roce 1860 a v některých zemích se začal šířit i mimo vyhrazená stanoviště. V České republice se tento nepůvodní druh dosud pěstuje ojediněle a proto jen zřídka uniká do volné přírody, kde se z něj může za příznivých podmínek vyvinout rychle se šířící invazní druh. Pro svůj zajímavý vzhled byl zaveden i do zahrad v Severní Americe, kde se místy stal rychle se šířící dřevinou ohrožující původní nebo užitkové rostliny, hlavně na severovýchodě Spojených států a v Kanadě.

## Ekologie
Jedná se o nenáročnou rostlinu, která snese slunce i polostín, dobře roste i při občasných přísušcích, neškodí ani krátkodobě zvýšená vlhkost. Prospívá ji propustná, písčitá i hlinitopísčitá půda a je odolná i vůči středoevropským zimám. Často svévolně obsazuje holá místa po vytěženém lese, lesní okraje a proluky, místa s osaměle stojícími nebo plantáže s plodícími stromy a také opuštěná pole. I po vykácení se nové rostliny rychle obnovují ze zbytků kořenů. V silném stínu a na místech kde nenachází oporu vytváří jen nevysoké keře, které se bujně rozrůstají.

## Popis
Popínavé, opadavé, dřevnatějící, keřovité rostliny schopné se vyšplhat až do výše 18 m, mající šedě hnědý kmen s bílými lenticelami o tloušťce až 13 cm, mladé výhonky jsou světle zelené, kořeny jsou na povrchu jasně oranžové. Rostlina nemá příchytné úponky, do výše se dostává obtáčením se proti směru hodinových ručiček okolo pevné opory. Listy na 1 cm řapících vyrůstají střídavě, jsou široce eliptické, okrouhlé nebo vejčité, dlouhé 5 až 13 a široké 3 až 9 cm. Jejich čepele jsou na bázi široce klínovité, na konci tupé, po obvodě pilovité či vroubkované, mají tři až pět párů zpeřených žilek, oboustranně jsou světle zelené a na spodní straně někdy na žilkách jemně chlupaté; ve velikosti a tvaru jsou velmi variabilní. Na podzim se před opadem listy zbarvují do sytě žluté barvy.
Rostliny jsou dvoudomé, mají květy samčí nebo samičí. Poměrně nenápadná květenství bývají u tohoto druhu převážně úžlabní a obsahují jeden až čtyři květy světle zelené barvy. Květy jsou pětičetné, samčí květy mají kališní lístky trojúhelníkovitého tvaru tupě zakončené a korunní lístky, asi 4 mm velké, obvejčité až eliptické a nahoře zaoblené. Samčí květy dále obsahují pět tyčinek dlouhých jako okvětní lístky a uprostřed zakrnělý pestík. Samičí květy jsou o něco málo menší, mají kulovitý, horní semeník, kratičkou čnělku s hluboce trojlaločnou bliznou a zakrslé tyčinky. Opylovány jsou hmyzem, hlavně včelami. Rostlina kvete v červnu po dobu asi dvou až třech týdnů, plody dozrávají na podzim a opadávají až ke konci zimy. Počet chromozomů je x = 23.
Plod je víceméně kulovitá, ve zralosti se otvírající tobolky o velikosti asi 1,5 cm, nejprve je zelená a na podzim získává žlutooranžovou barvu. Po uzrání se obal tobolky třemi chlopněmi rozštěpí a odhalí sytě červený míšek, který obsahuje jedno až dvě eliptická, asi 5 × 3 mm velká, červenohnědá semena. Tobolka a míšek společně dlouho vytrvávají na již bezlistých větvích.

## Rozmnožování
Jesenec okrouhlolistý se v přírodě samovolně množí semeny, která přenášejí ptáci a drobní hlodavci konzumující jeho plody. Také se rozrůstá kořenovými výběžky a tak vytváří rozlehlé křoviny. Pokud roste poblíž vody, mohou být úlomky jeho kořenů nebo semena odplavována vodou.
Uměle se rozmnožuje výsevem semen do půdy hned po dozrání, aby mohla v chladném počasí projít stratifikaci. Při množení ze semen je věci náhody, zda ze semenáče vyroste samčí nebo samičí rostlina. Lépe je sázet oddělky kořenů nebo stonkové řízky známých rostlin, tehdy si můžeme vybrat, zda nová rostlina bude samec nebo samice.
Pokud chceme aby samičí rostliny měly plody, musíme mít v blízkosti i samčí rostliny s pylem. Na podporu kvetení a tvorby plodů je vhodné občasné přihnojení. Větší rostliny většinou nepotřebují řez, pouze se na jaře odstraňují staré a nevhodně odkloněné výhony. Přestárlé kmínky lze seřezat asi 30 cm nad zemí a vypěstovat nové výhony.

## Význam
Jesenec okrouhlolistý je vhodný k popnutí pergol, nebo nevzhledných zdí, není náročný na stanoviště ani na péči, netrpí chorobami ani škůdci. Není sice zvlášť nápadný v létě, ale o to je hezčí na podzim a v zimě, kdy se jeho nenápadné květy na hadovitých prutech změní v hrozny kontrastních žlutooranžových tobolek s červenými kuličkami plodů. Nevýhodou bránící jeho výsadbě do veřejných parků je skutečnost, že jeho plody i celá rostlina je pro lidi jedovatá. Řezané větve s plody se používají zimě jako dekorace. V jeho domovině se kůra třepí a vyrábí se z ní jemné vlákno, ze semen obsahujících až 50 % oleje se lisuje olej.
Z původních rostlin byly vyšlechtěné kultivary vyznačující se nižším vzrůstem, např. samičí 'Diana' a samčí 'Herkules'. Ve šlechtění jsou i jedinci mající současně květy samčí i samičí, nebo dokonce květy oboupohlavné.
Rostlina je schopná velmi rychle vyrůst až do koruny stromu, celou ji obsadit, zastínit a omezit jeho další růst. Díky velké produkci semen, rychlému tempu růstu, široké toleranci k půdě a světelným podmínkám, vytrvalé vegetativní reprodukcí a přitažlivost pro lidi je tato rostlina v současné době hojně pěstována a rychle zabírá další území. Například ve východních částech Spojených států je již považována za invazní a v ČR je o ní uvažováno jako o potenciálně invazním druhu.

## Možnost záměny
Jesenec okrouhlolistý bývá zaměňován za jesenec popínavý (Celastrus scandens), který pochází ze Severní Ameriky a doma nemá špatnou pověst, příliš se nešíří. Stejně tak jesenec okrouhlolistý se nechová invazně ve své asijské domovině. Na prvý pohled je patrný rozdíl mezi oběma druhy v umístění květenství, jesenci okrouhlolistému vyrůstají v paždí listu, jesenci popínavému na koncích větviček a dále prvý z nich má okrouhlejší listy s tupými špičkami a zralé tobolky má zbarvené více do žlutá a druhý spíše do oranžova. V místech kde rostou oba druhy dochází k hybridizaci a potomci mají smíšené vlastnosti.

## Galerie

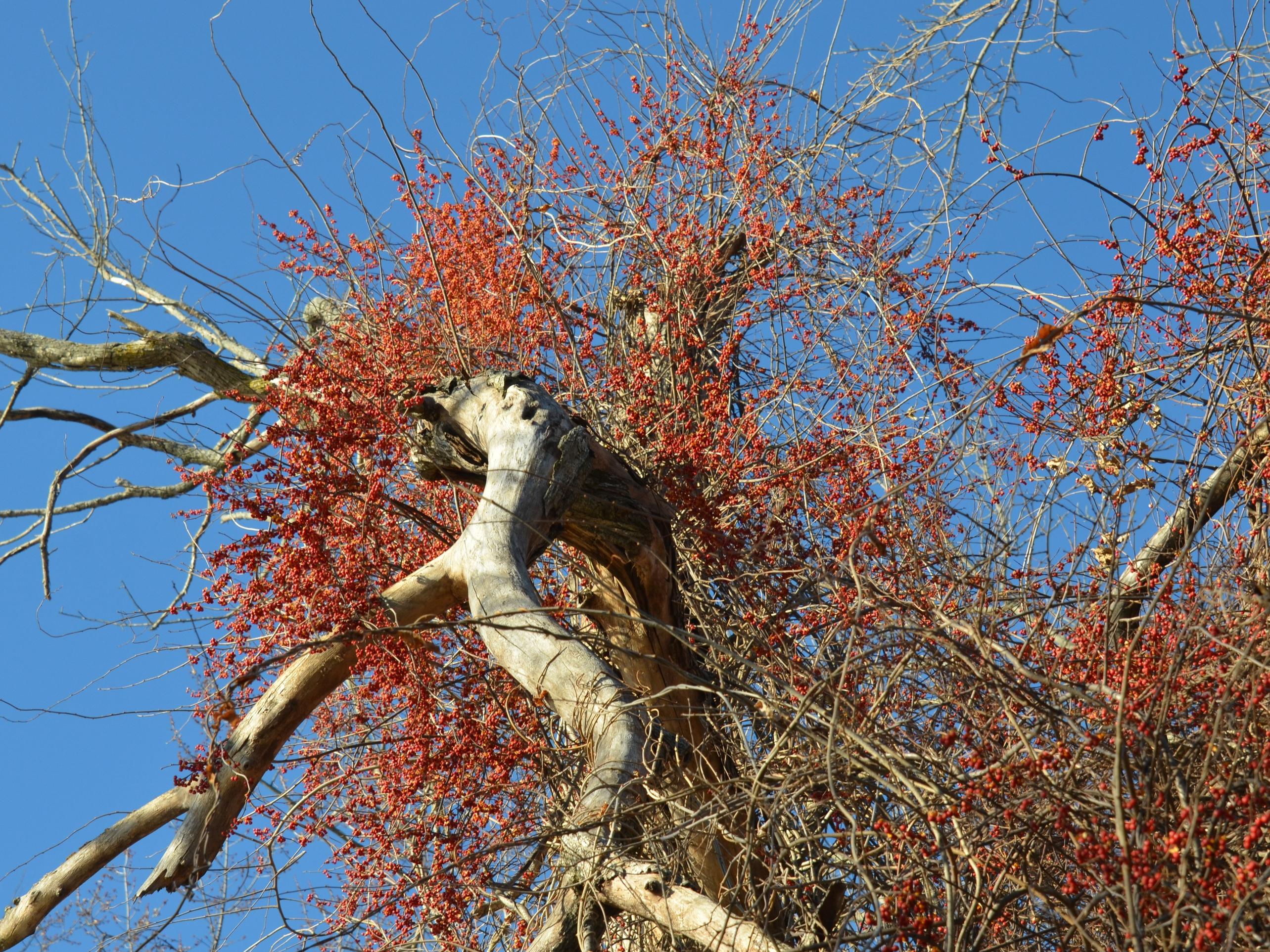
Umořený strom
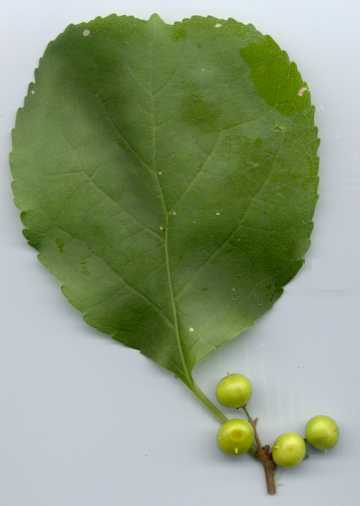
List a nezralé květenství.
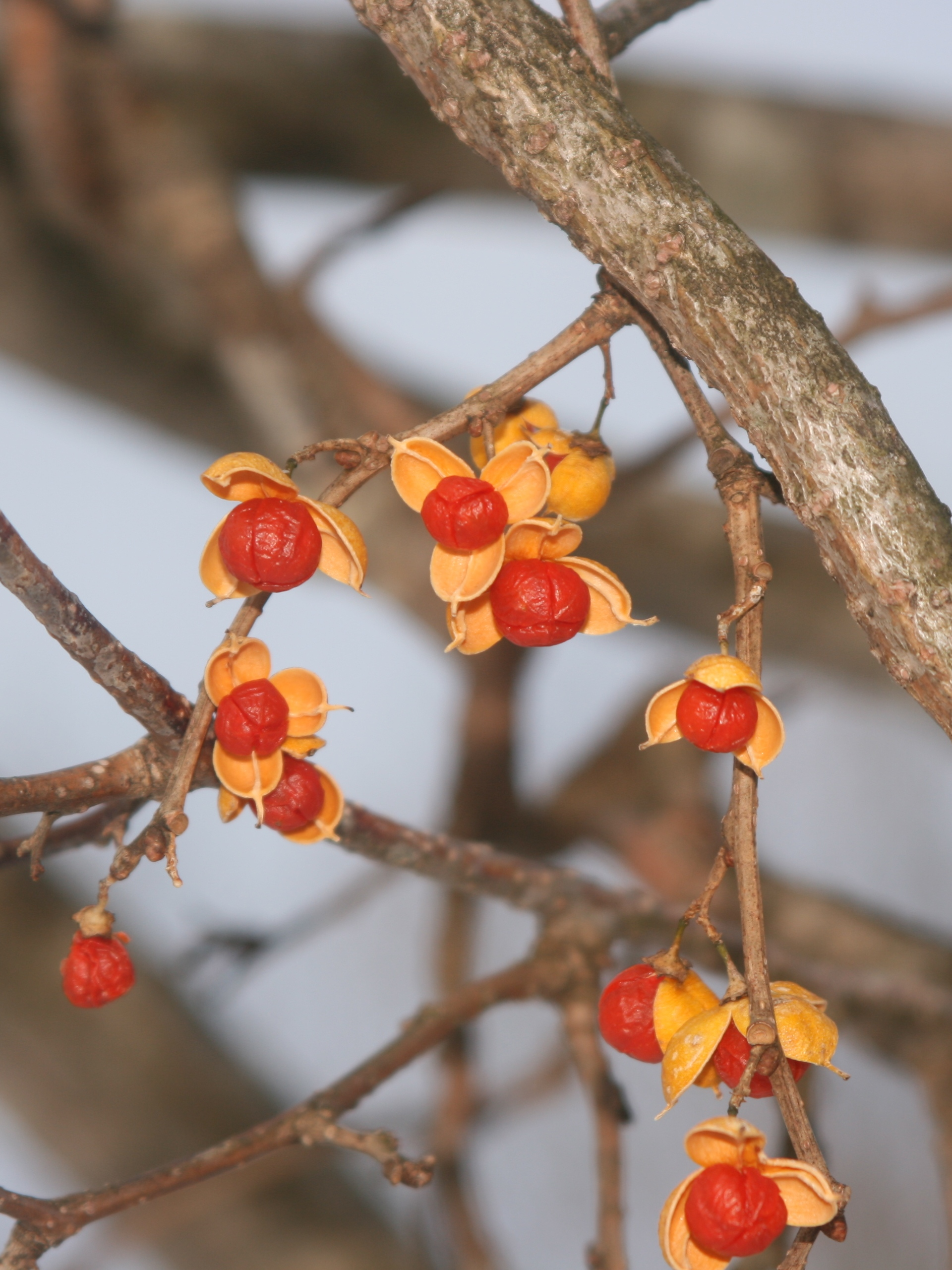
Plody